# Rhamnophis
Rhamnophis – rodzaj węży z podrodziny Colubrinae w rodzinie połozowatych (Colubridae).

## Zasięg występowania
Rodzaj obejmuje gatunki występujące w Senegalu, Gwinei, Sierra Leone, Liberii, Wybrzeżu Kości Słoniowej, Ghanie, Togo, Nigerii, Kamerunie,  Gwinei Równikowej (Bioko), Gabonie, Kongu, Demokratycznej Republice Konga, Republice Środkowoafrykańskiej, Ugandzie i Kenii. 

## Systematyka

### Etymologia
- Rhamnophis: gr. ῥαμνος rhamnos „gatunek krzewu kolczastego”[5]; οφις ophis, οφεως opheōs „wąż”[6].
- Crypsidomus: gr. κρυπτω kruptō „ukryć się”[7]; δομος domos „dom”[8]. Nowa nazwa dla Rhamnophis.

### Podział systematyczny
Do rodzaju należą następujące gatunki: 
- Rhamnophis aethiopissa
- Rhamnophis batesii